# Kretische Biene
Die Kretische Biene (Apis mellifera adami) ist eine Unterart der Westlichen Honigbiene.

## Beschreibung

### Arbeiterinnen
Es handelt sich bei den Arbeiterinnen um Bienen mittlerer Körpergröße, die relativ lange Beine, aber kurze und schmale Flügel aufweisen. Femur und Tibia sind wesentlich länger als bei Honigbienen des griechischen Festlandes, der Metatarsus dagegen ist kürzer. Die beiden Wachsspiegel auf Sternit drei weisen einen besonders großen Abstand auf. Der Rüssel erreicht eine Länge von ca. 6,46 Millimeter, was deutlich unter der Länge bei Honigbienen des griechischen Festlandes liegt. Der Abdomen weist nur kurzes Überhaar (0,30 Millimeter) auf. Die breiten und dichten Filzbinden prägen den Habitus der Kretischen Biene sehr. Von der Pigmentierung des Abdomens ausgehend, wirken die Tiere ausgesprochen gelb. Das Scutellum ist überwiegend dunkel. Der Cubitalindex der Kretischen Biene liegt mit einem Mittelwert von 1,891 im Bereich des unteren Endes der bekannten Variationsbreite bei Honigbienen und ist besonders charakteristisch.

### Drohnen
Verglichen mit den Arbeiterinnen sind die Drohnen einheitlich dunkel pigmentiert. Das Scutellum ist ebenfalls einheitlich dunkel. Der Thorax ist "lehmgrau bzw. etwas dunkler" behaart. Der Cubitalindex ist sehr niedrig.

### Königinnen
Die Königinnen weisen immer am gesamten Körper eine dunkle Pigmentierung auf.

## Verbreitung
Die Unterart ist nur auf Kreta sicher nachgewiesen vor. Die genaue Abgrenzung des Verbreitungsgebietes gegenüber anderen Unterarten ist noch ungenügend bekannt.

## Verhalten und Lebensweise
Die Kretische Biene hält ihre Bruttätigkeit den gesamten Winter über mit zwei bis drei Brutkreisen von ungefähr 15 Zentimeter Durchmesser aufrecht. Ab Februar nimmt die Bruttätigkeit stark zu und erreicht im April und Mai ihren Höhepunkt. Von Mitte Mai an besteht eine ca. sechs Wochen dauernde Trachtpause, in der der Umfang der Brut verringert wird. Im Juli kommt es zu einem zweiten, aber weniger starken Brutanstieg. Dieser Brutrhythmus ist typisch für die Honigbienen der Mittelmeerregion und entspricht dem Trachtangebot auf Kreta mit zahlreichen in den Winter- und Frühjahrsmonaten blühenden Florenelementen und der Blüte ausgedehnter Thymianbestände im Juli und August.
Kretische Bienen sind sehr schwarmfreudig. Ihr Temperament ist ausgesprochen ruhig, dennoch können schon kleine Irritationen zu Massenattacken führen.

## Systematik
Apis mellifera adami wurde 1975 von Friedrich Ruttner aufgrund von morphometrischen Untersuchungen erstbeschrieben. Sie ist nach dem Bienenzüchter und- forscher Bruder Adam (1898–1996) benannt.

## Belege
1. 1 2 3 4 5 6 7  Friedrich Ruttner: Apis mellifera adami (n. ssp.), die kretische Biene. Apidologie 11 (4), 1980, S. 385–400. doi:10.1051/apido:19800407 (online).